# Augochloropsis calypso
Augochloropsis calypso är en biart som först beskrevs av Smith 1879.  Augochloropsis calypso ingår i släktet Augochloropsis och familjen vägbin. Inga underarter finns listade.